# 比延站
比延站（日语：／ Hie eki */?）是位於兵庫縣西脇市鹿野町，西日本旅客鐵道（JR西日本）的加古川線車站。

## 歷史
- 1924年（大正13年）12月27日 - 播丹鐵道 野村駅（現時：西脇市站）至谷川站之間開通，此站啟用[1]。當時為旅客和貨物車站[2]。
  - 當時車站位於兵庫縣多可郡比延庄村（日语：比延庄村）下比延。
- 1943年（昭和18年）6月1日 - 播丹鐵道被國有化，成為鐵道省加古川線車站[3]。
- 1952年（昭和27年）4月1日 - 隨著西脇市成立，車站地址變為現址。
- 1962年（昭和37年）3月1日 - 結束貨物起卸業務。
- 1973年（昭和48年）10月1日 - 成為無人車站。
- 1987年（昭和62年）4月1日 - 伴隨國鐵分割民營化，車站由西日本旅客鐵道（JR西日本）營運。
- 1990年（平成2年）6月1日 - 加古川鐵道部（日语：加古川鉄道部）成立，並管轄此站[4]。
- 2009年（平成21年）7月1日 - 隨著加古川鐵道部廢止，變由神戶分社（日语：西日本旅客鉄道神戸支社）直轄，此站由加古川站管理[5][6]。
- 2019年（令和元年）11月 - 車站大樓拆毀，同時開始建設無障礙設施斜道。

## 車站構造
車站是一座地面車站，設有1面1線的單式月台。谷川方向的列車會開啟右邊車門。
加古川站管理的無人車站，此站沒有自動售票機或乘車站證明書發行機。
原本此站是一座相對式月台，現時沒有使用的月台上植種了古木。
此站設有廁所，為男女共用的旱廁，現時已經關閉。

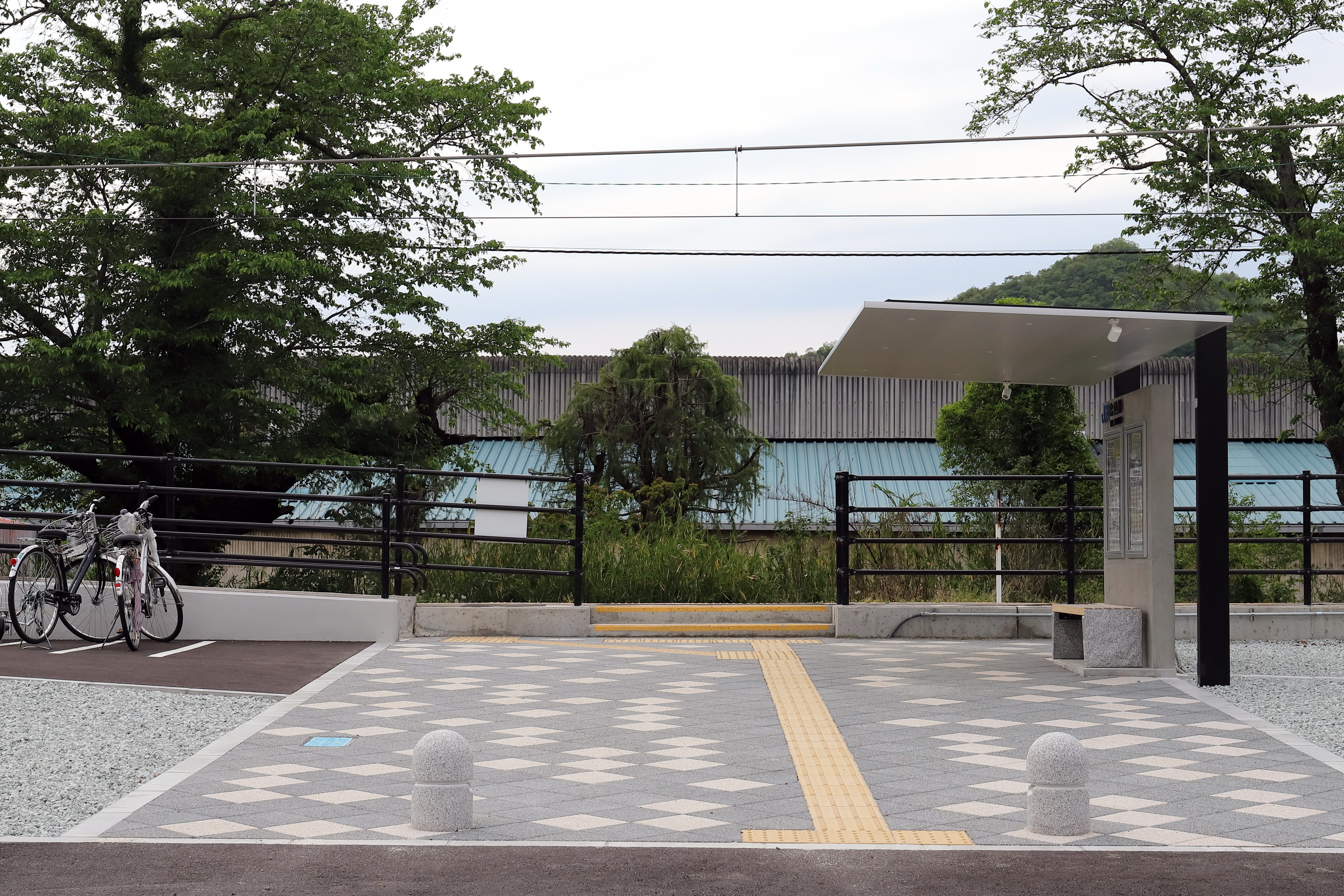
車站全景 （2020年5月）
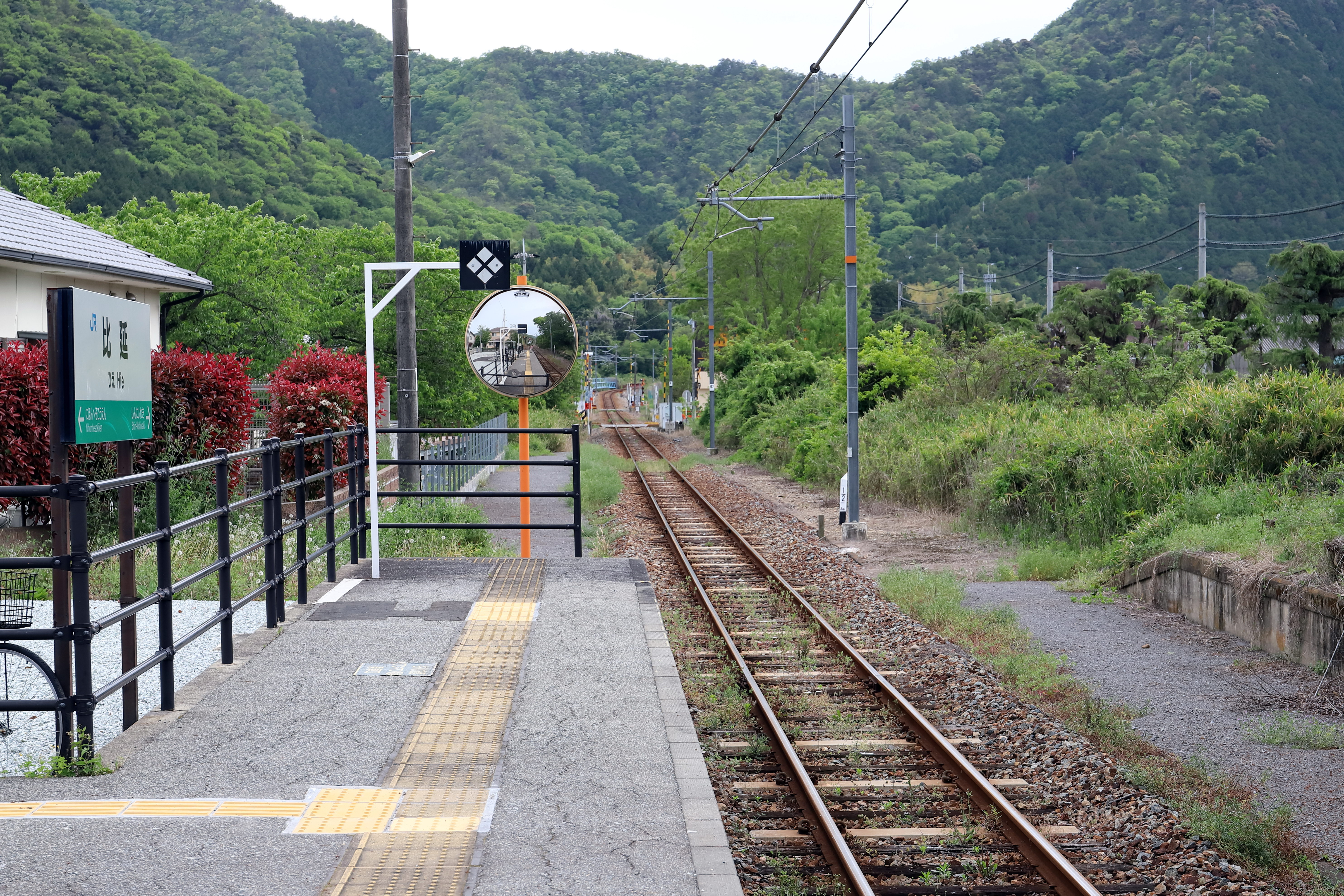
月台（2020年5月）
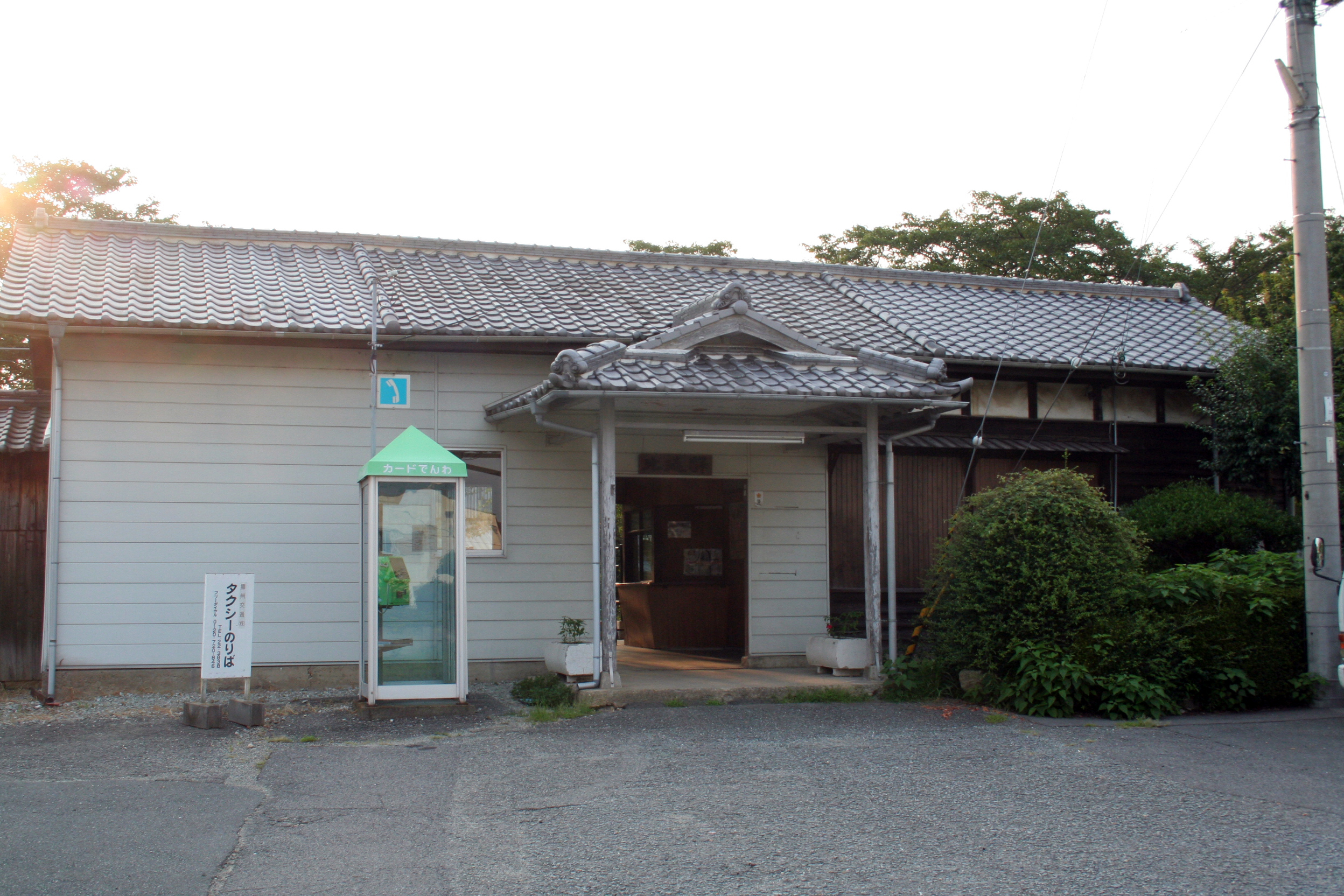
舊車站大樓（2010年8月23日）
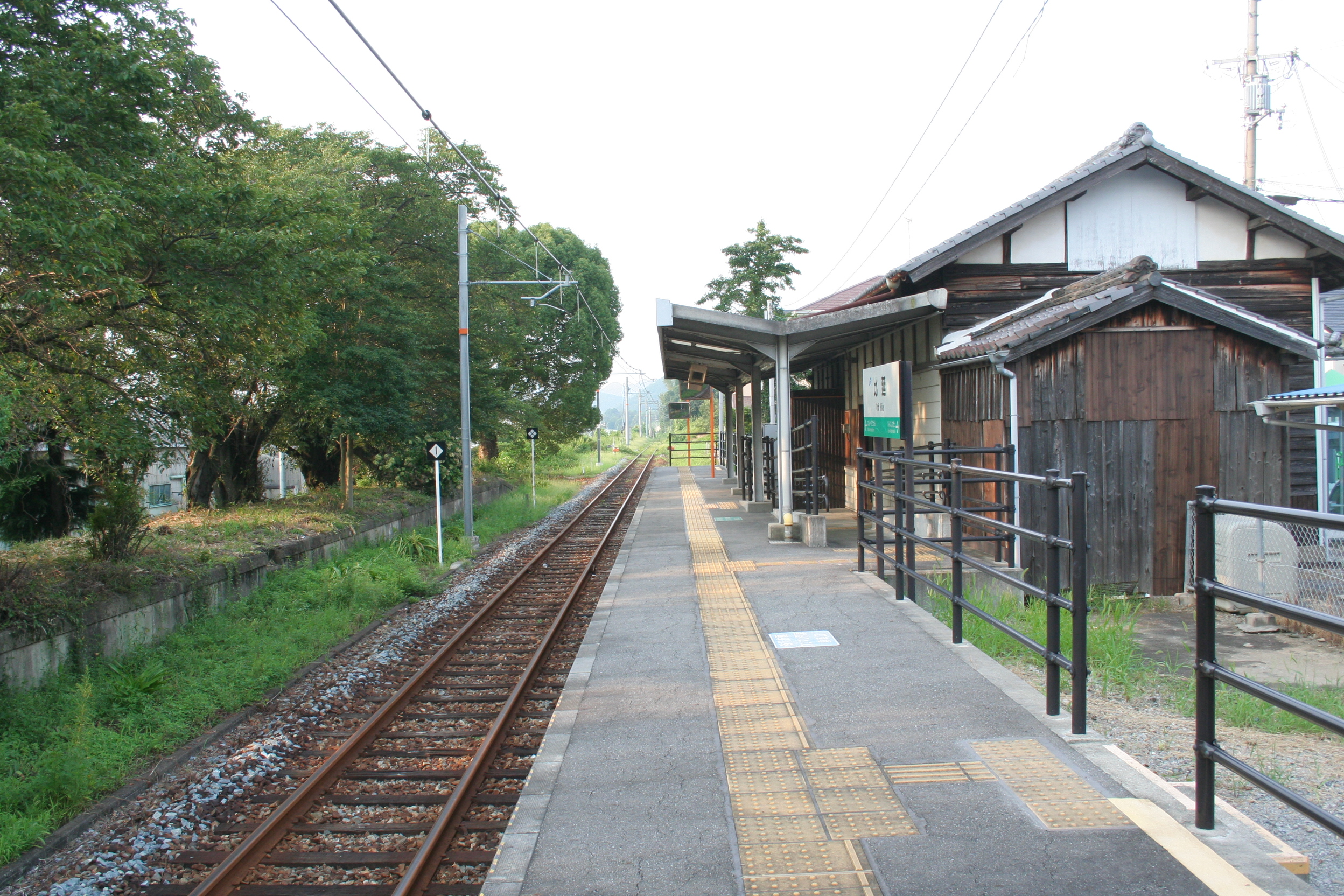
舊車站大樓時代的月台（2010年8月25日）

## 車站周邊

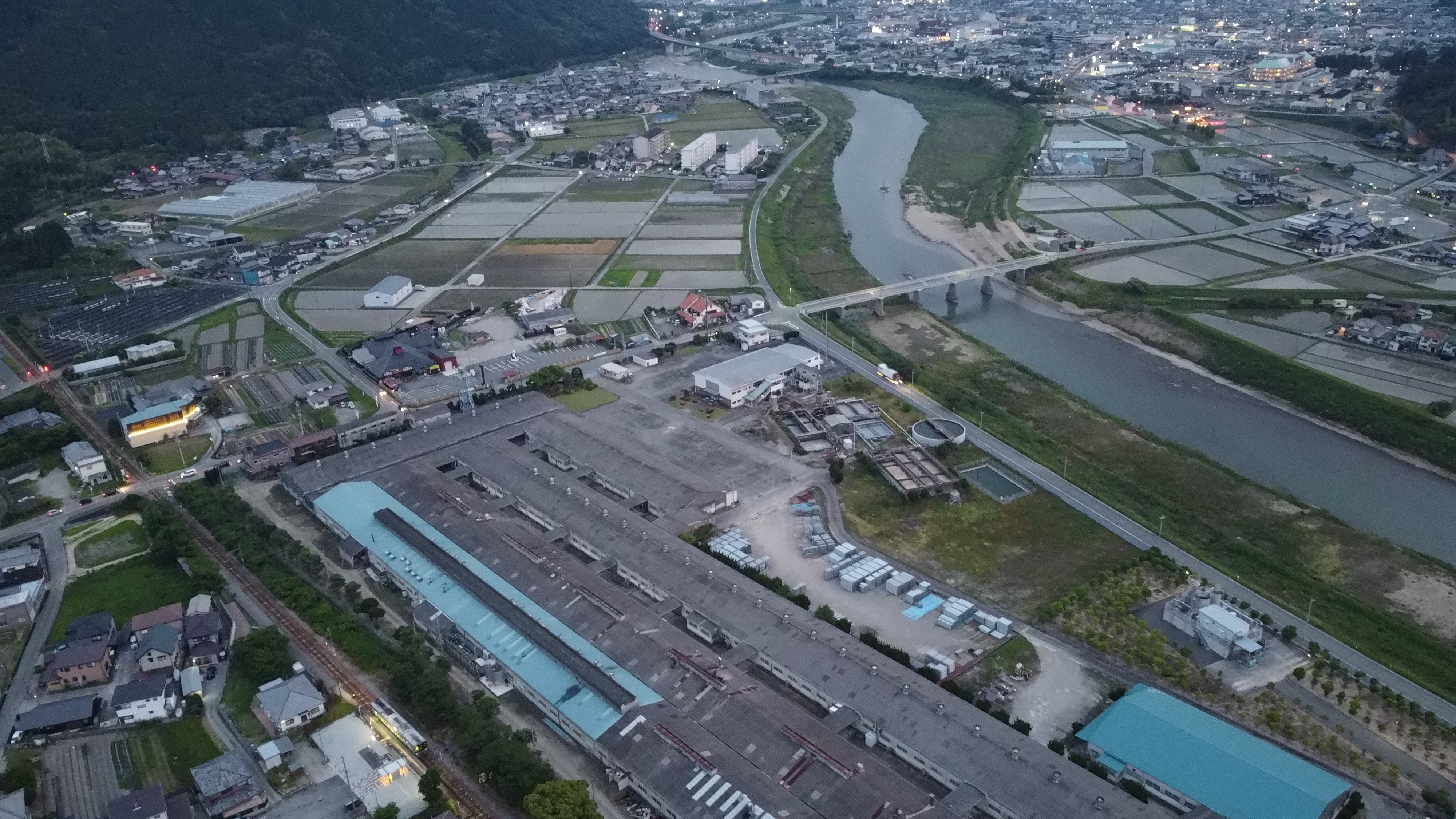
車站上空，可見到加古川。車站旁邊藍色建築物是播州織工業協同組合和播織加工場。

- 播州織工業協同組合[8]
- 比延郵局[9]
- 城山公園[10]
- 西脇市立西脇東中學[10]
- 西脇市立比延小學[10]
- 西脇市立比延兒童園
- 加古川[10]
- 國道175號（日语：国道175号）
- 日清食品「關西工場」[10]

## 利用狀況
在2019年度，1日平均の乗車人員は13人。
| 年度   | 1日平均 乘車人次 |
| ------ | ---------------- |
| 2000年 | 23               |
| 2001年 | 17               |
| 2002年 | 14               |
| 2003年 | 7                |
| 2004年 | 10               |
| 2005年 | 11               |
| 2006年 | 11               |
| 2007年 | 11               |
| 2008年 | 14               |
| 2009年 | 19               |
| 2010年 | 17               |
| 2011年 | 15               |
| 2012年 | 19               |
| 2013年 | 21               |
| 2014年 | 13               |
| 2015年 | 13               |
| 2016年 | 13               |
| 2017年 | 12               |
| 2018年 | 11               |
| 2019年 | 13               |

## 相鄰車站
西日本旅客鐵道（JR西日本）
 加古川線
新西脇－比延－日本肚臍公園

## 注腳
1. 1 2 3 4 5 6 7  . 神戶新聞綜合出版中心. 2011-12-15: 213. ISBN 9784343006028 （日语）.
2. ↑  「地方鉄道運輸開始」『官報』1925年1月15日（國立國會圖書館數碼化收藏）
3. ↑  「鉄道省告示第120号」『官報』1943年5月25日（國立國會圖書館數碼化收藏）
4. ↑  JRR編《JR気動車客車編成表 2011》交通新聞社，2011年。ISBN 978-4-330-22011-6。
5. 1 2  . 交通新聞 (交通新聞社). 2009-06-25: 1 （日语）.
6. ↑  加古川鉄道部組織改正について（日語）（互聯網存檔）- 西日本旅客鐵道新聞稿 2009年6月19日
7. ↑  . 西脇市.   [2014-11-14]. （原始内容存档于2021-06-14） （日语）.
8. ↑   (pdf). 播州織工業協同組合.   [2014-11-13]. （原始内容存档 (PDF)于2014-10-22） （日语）.
9. ↑  . 日本郵政株式会社.   [2014-11-13]. （原始内容存档于2016-03-04） （日语）.
10. 1 2 3 4 5  . 西日本旅客鉄道.   [2014-11-13]. （原始内容存档于2016-03-05） （日语）.
11. ↑  兵庫県統計書令和元年版 （页面存档备份，存于）（日語）

## 外部連結
- 比延｜車站資訊：JR出門網 - 西日本旅客鐵道